# Marburger Rede

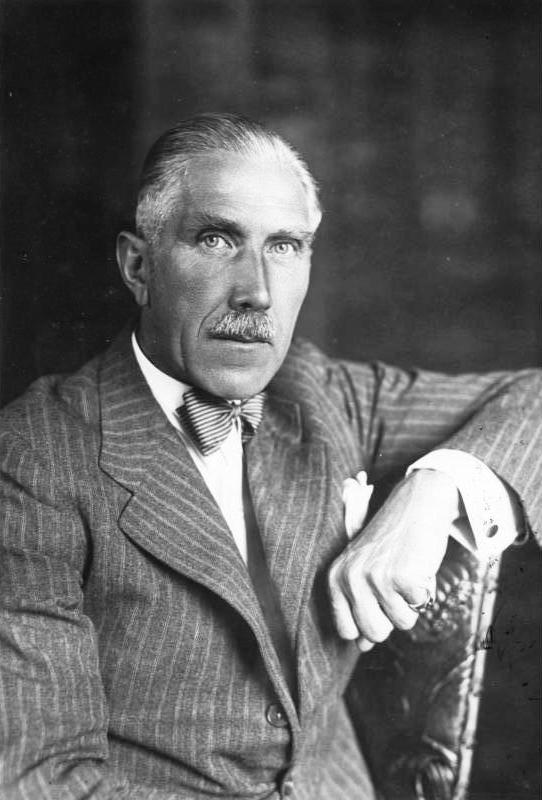
Franz von Papen im Jahre 1936

Die Marburger Rede war eine Rede von Vizekanzler Franz von Papen an der Universität Marburg am 17. Juni 1934. Diese Rede gilt als die letzte, die im NS-Staat auf hoher Ebene und öffentlich gegen den umfassenden Machtanspruch des Nationalsozialismus gehalten wurde.
Papen hielt die Rede in der Aula der Alten Universität für die Jahreshauptversammlung des Marburger Universitätsbundes; er wurde am 30. April 1934 dazu eingeladen, nachdem der Wunschredner abgesagt hatte. Papen begann die Rede gegen 12.15 Uhr vor etwa 600 Zuhörern, die lebhaft applaudierten. Der Rede schlossen sich ein Festessen und eine Stadtführung an. Das Besuchsprogramm endete damit, dass der Vizekanzler mit seinen Begleitern in der neuen Schwimmhalle der Universität badete.

## Verfasser
Die Rede war hauptsächlich von dem Münchener Rechtsanwalt und Schriftsteller Edgar Julius Jung, der seit 1933 als Papens Ghostwriter fungierte, verfasst worden. Die von Jung monatelang vorbereitete Rede wie auch Jungs Idee, mit ihrer Hilfe eine Regimekrise zu provozieren und einen konservativen Staatsstreich vorzubereiten, ging auf Dezember 1933 zurück.
Einfluss auf den Text hatten zudem Papens Pressechef Herbert von Bose, der auch die illegale Verbreitung der Rede in 5000 heimlich in der Germania Druckerei gedruckten Exemplaren organisierte, und Papens Adjutant Fritz Günther von Tschirschky. Die Behauptung, Erich Klausener habe an dem Text mitgewirkt, ist mit großer Sicherheit unzutreffend, geht wahrscheinlich auf Publikationen deutscher Exilantenkreise zurück und hat seither als Wanderfehler ein hartnäckiges Nachleben gefristet.
Nach 1945 behauptete von Papen wiederholt, er sei der eigentliche Verfasser der Rede gewesen und Jung habe nur Material für sie gesammelt und geringfügige stilistische Verbesserungen beigetragen. Die späteren Zeugnisse Tschirschkys sowie Heinrich Brünings und der Jung-Freunde Edmund Forschbach und Friedrich Graß stimmten hingegen darin überein, dass Jung der Verfasser war. Tschirschky behauptete sogar, Papen habe die Rede erst auf der Zugfahrt nach Marburg erstmals zu Gesicht bekommen. Änderungen des Jungschen Textes habe er, Tschirschky, mit dem Verweis, dass Kopien der Rede bereits ins Ausland verschickt worden seien, verhindert.

## Inhalt

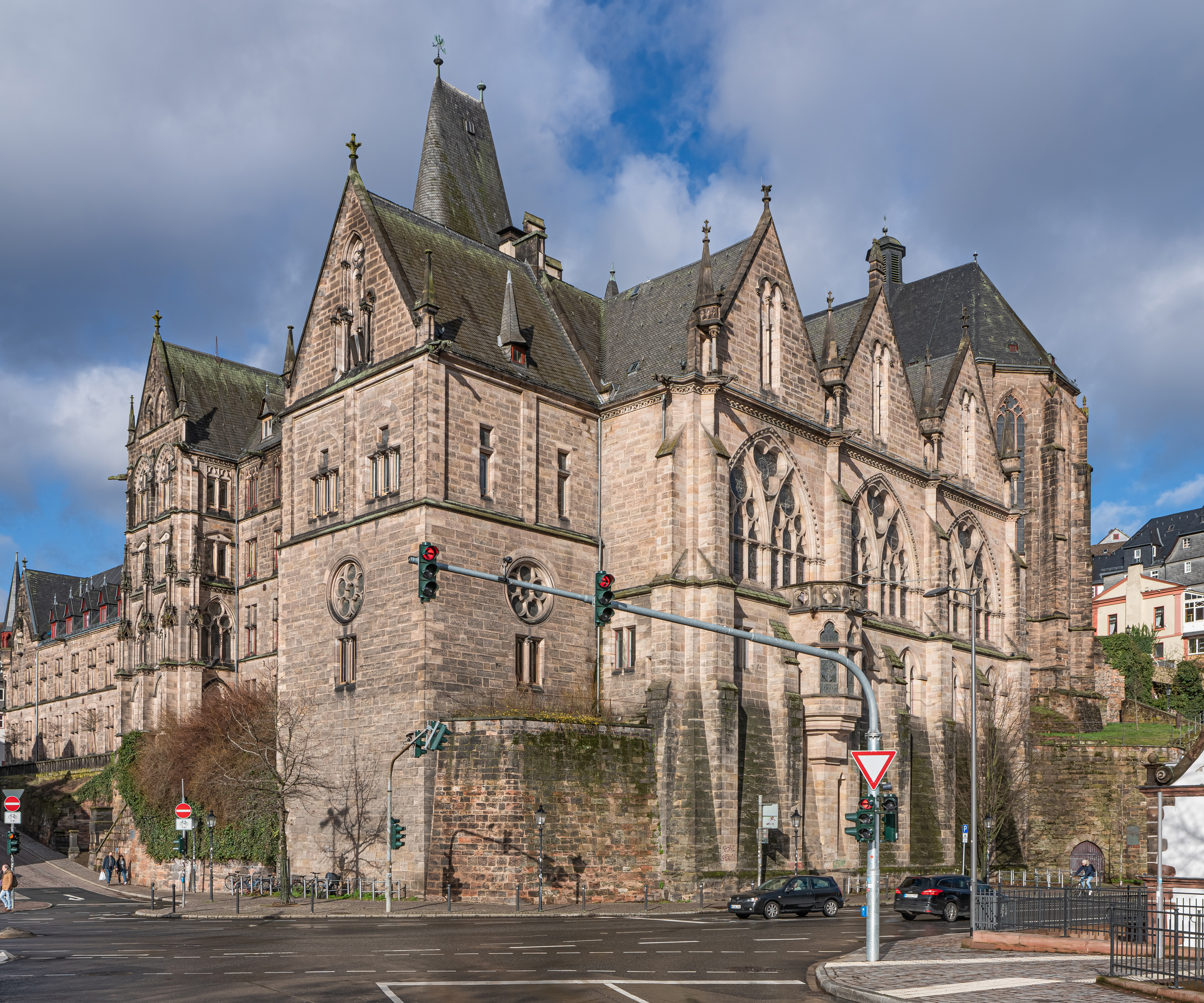
Die Alte Universität, in deren Aula die Rede gehalten wurde

Von Reichspräsident Paul von Hindenburg ermutigt, sprach sich von Papen über die Exzesse der Nationalsozialisten unter Adolf Hitler aus, denen er selbst erst 17 Monate zuvor zur Macht verholfen hatte. In seiner Marburger Rede forderte er ein Ende von einschüchterndem Terror. Er beklagte das Verschwinden einer freien Presse und monierte, dass jeglicher Einwand gleichgesetzt würde mit einer fundamentalen Kritik am Ganzen. Er warnte vor einer „Revolution in Permanenz“, einem „ewigen Aufstand von unten“ und dem „Gerede von der zweiten Welle, welche die Revolution vollenden“ werde – eine Warnung, die sich deutlich auf die Sturmabteilung der NSDAP (SA) bezog.
Konrad Heiden fasste 1936 Papens Äußerungen zusammen:

„Die Lage sei ernst, sagt er, die Gesetze hätten Mängel, das Volk spüre die Wirtschaftsnot, Gewalt und Unrecht würden geübt, man höre auf mit der falschen Schönfärberei! Papen geißelte die Ablenkung der Unzufriedenheit auf ‚hilflose Volksteile‘. Auch dürfe man das Volk nicht unausgesetzt bevormunden. Das alles ging gegen Goebbels. Doktrinäre Fanatiker müßten verstummen – dies ein Hieb gegen Rosenberg. Das Schärfste aber war: Falscher Personenkult sei unpreußisch. Große Männer würden nicht durch Propaganda gemacht. Byzantinismus täusche nicht darüber hinweg. Und nun ganz schneidend: wer von Preußentum spreche, solle zunächst an stillen und unpersönlichen Dienst, aber erst zuletzt, am besten gar nicht, an Lohn und Anerkennung denken. Ein Peitschenhieb gegen Göring. Fast nach jedem Satz Beifallssalven. Die Rede war Deutschland aus dem Herzen gesprochen. […] Die Rede stellte die Männer um Hitler und diesen selbst vor dem ganzen Volke bloß.“

Golo Mann urteilte 1958:

„Die Rede, man muss es zu Ehren des windigen Mannes sagen, war gut. Aber mehr als Reden oder heimliche Gespräche hatten die verschiedenen konservativen Kreise […] nicht vorbereitet.“

## Reaktionen und Folgen
Hitler, der zu dieser Zeit auf einer Gauleitertagung im thüringischen Gera weilte, reagierte wütend auf die Rede, Papen zeigte ihm daraufhin das Glückwunschtelegramm Hindenburgs. Propagandaminister Joseph Goebbels unterband die Veröffentlichung der Rede und antwortete kurz darauf öffentlich: „Lächerliche Knirpse! Kümmerlinge! Hergelaufene Subjekte! Das Volk hat die Zeiten, da diese Herren in den Klubsesseln regierten, noch nicht vergessen.“
Im Inland konnte die Rede nur in der Abendausgabe der Frankfurter Zeitung vom 17. Juni abgedruckt werden. Durch die von Bose lancierten Privatdrucke kursierten jedoch einige tausend Exemplare im In- und Ausland, die unter der Hand weiterverbreitet und kopiert wurden. Die meisten wichtigen internationalen Zeitungen berichteten am 18. und 19. Juni, besonders ausführlich in Österreich und der Schweiz, aber auch in den USA.
Alan Bullock hielt 1952 fest, Goebbels habe die Nummer der Frankfurter Zeitung, in der die Rede abgedruckt worden war, beschlagnahmen lassen, ebenso eine Broschüre mit dem Redetext. Da aber einige Exemplare aus Deutschland hinausgeschmuggelt wurden, sei die Rede im Ausland publiziert worden und habe dort großes Aufsehen erregt. Am 20. Juni habe Papen Hitler aufgesucht und verlangt, das Veröffentlichungsverbot für die Rede aufzuheben. Weiter habe er mit seinem Rücktritt gedroht und mit dem der anderen konservativen Regierungsmitglieder. Als sich Papen am 24. Juni in Hamburg in der Öffentlichkeit gezeigt habe, sei er mit lautem Jubel begrüßt worden.
Während der von Hitler inszenierten parteiinternen Säuberungsaktion (Röhm-Putsch) zwei Wochen später blieb Papen auf persönlichen Rat Görings in seiner Wohnung. Sein Büro wurde verwüstet, Jung, Bose, Klausener und viele andere wurden ermordet. Konrad Heiden dazu: „Sie alle erleiden einen schrecklichen Tod. Ihr Führer Papen lebt – und dient Hitler weiter.“ Papen entging der Verfolgung durch das Regime nur dank seiner Beziehungen in höchste politische Kreise. Er trat als Vizekanzler zurück, schied am 7. August 1934 aus der Reichsregierung aus und wurde von Hitler als Gesandter nach Österreich geschickt.

## Drucke
- Rede des Vizekanzlers von Papen vor dem Universitätsbund, Marburg, am 17. Juni 1934, Germania, Berlin 1934, 16 Seiten oktav (Online bei LAGIS Hessen) [PDF; 10,83 MB] ursprüngliche Version
- Rede des Vizekanzlers von Papen vor dem Universitätsbund, Marburg, am 17. Juni 1934, in: Edmund Forschbach: Edgar J. Jung. Ein konservativer Revolutionär 30. Juni 1934, 1984, S. 154 ff. (Vollständiger Nachdruck der Rede im Anhang)